# 김현우 (신비아파트)
김현우는 《신비아파트 시리즈》에 등장하는 가공의 인물이다.

## 외모
얼굴에 주근깨가 났으며, 안경을 쓰고 붉은 모자를 쓴 소년이다.

## 성격
전형적인 너드에 가깝게 묘사되지만 실용적인 지식은 부족한 것으로 그려진다. 자존감이 별로 없고 귀신에 많은 관심이 있으나 정작 귀신을 만났을때는 겁을 낸다.

## 작중 행적

### 신비아파트: 고스트볼의 비밀
우연히 하리가 신비와 대화하는 모습을 본 뒤로 신비와 하리를 알게 되었으며, 친구가 되었다.
6화에서 무면귀한테 홀렸다.
9화에서 환마귀로 인해 인형으로 변했다.

### 신비아파트: 고스트볼X의 탄생
1화에서 하리와 두리, 신비에게 괴담 카페에서 올라온 귀신 사진을 보여주면서 등장하였고, 2화에서는 등장한 리온에게 구하리를 무찌르자며 친구가 된다.
6화에서 레오를 만나 레오를 돌봐주게 되었다.

### 신비아파트 고스트볼 더블X
8화에서 충목귀에게 홀려서 쓰러졌다.
10화에서 자간에게 공격당했다.
파트 2에선 퇴마사 H로 귀신들과 관련된 의뢰를 받게 되고 귀신을 찾는 도구인 고스트 탐지기와 눈앞에 있는 귀신도 보지 못하자 고스트 야간 탐지기를 만들었다.

### 신비아파트 고스트볼Z
퇴마사 W로 활동한다.
1화부터 3화까지 별다른 활약이 없다.